# 天神ビッグバン

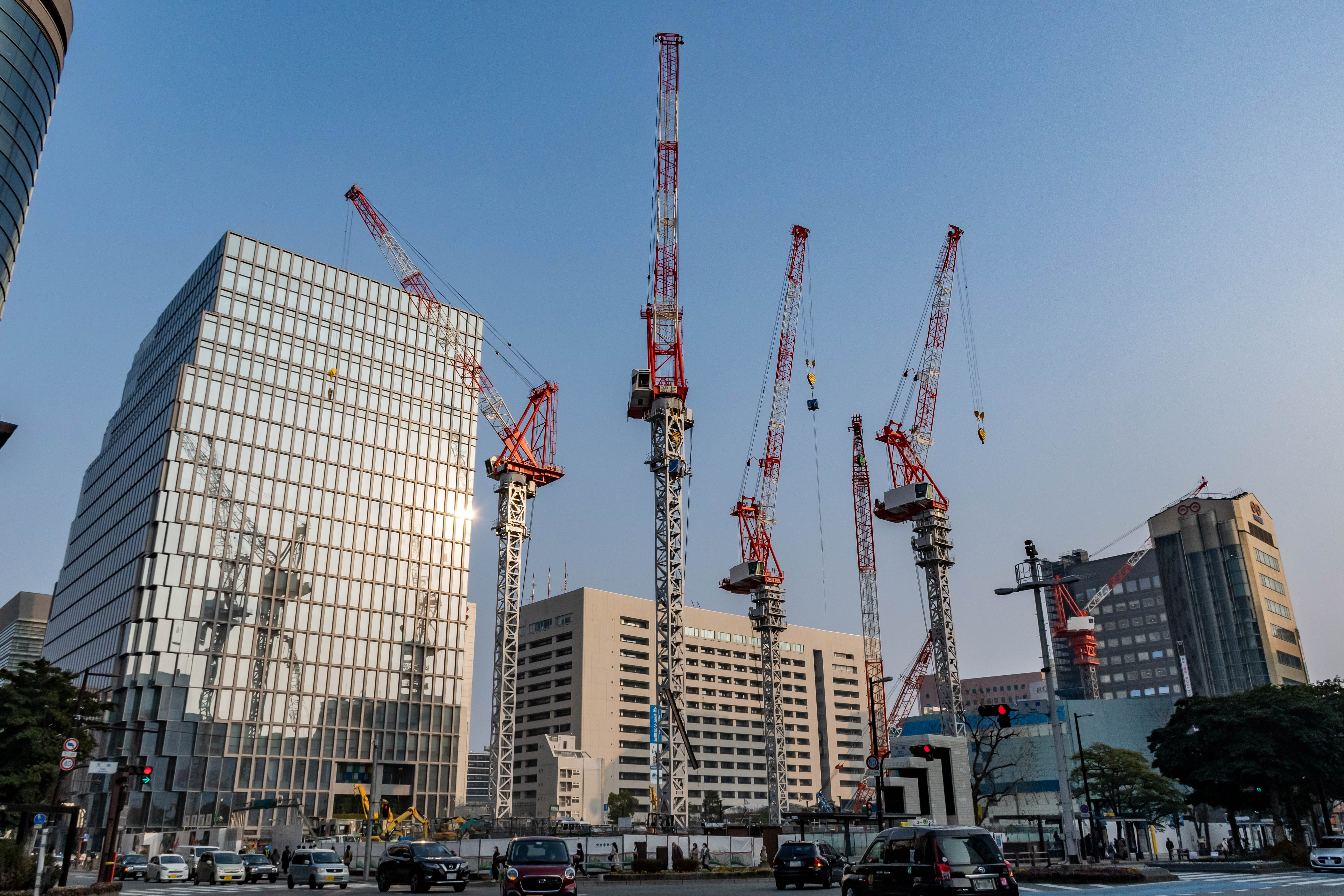
開業した天神ビジネスセンター（左）と工事が進む福岡ビル跡地（正面）（2023年1月撮影）

天神ビッグバン（てんじんビッグバン）は、2015年から福岡市が主導して実施している、福岡市中央区天神エリアにおける都市再開発誘導事業である。

## 概要
福岡市では2005年に発生した福岡県西方沖地震をきっかけに、都心部の老朽化したビルの建て替えが検討されてきた。しかし、天神地区は直線距離でわずか5kmの場所に福岡空港があり、航空法に基づく建築物の高さ制限（制限表面）が設定されている。老朽化したビルの多くは1960年代～1980年代当時の規制の元に建てられており、これらのビルを建て替える場合、より厳しくなった現在の航空法や容積率などが適用され、これまでより小規模なビルしか建てることができなかった。また市内ではオフィス不足、ホテル不足も課題となっており、ビルの規模が縮小するとこれらの問題もより深刻化するため建て替えが進んでいなかった。
2014年に福岡市が国家戦略特別区域（創業のための雇用改革拠点）に指定されたことを受け、天神交差点（中央区天神、地下鉄空港線天神駅が所在）から半径約500m圏内の約80haを「天神ビッグバンエリア」と位置づけ、航空法に基づく制限表面規制の特例承認や市独自の容積率緩和制度により、エリア内の老朽化したビルを耐震性に優れたインテリジェントビルへ建て替えを促すとともに、市が広場や歩行者空間などの賑わい・憩い空間を一連して整備する計画を打ち出した。具体的には、天神エリアが航空法の制限表面規定で約65mから76mの構造物高さ制限が加えられているところを、都市再生特別地区の制度を活用し、部分的に特例承認を受けて高さ約80mから115mの建築物建設を可能とし（既存のNTTコム福岡天神ビル電波塔の高さが115mあったため）、加えて都市計画決定に基づき建築基準法に基づく容積率を最大で800%から1400%程度に緩和し、10年間で約30棟の高層建築物の建設を促すというものである。
この取り組みにおいて、市は補助金を出すのではなく、規制緩和により民間投資を呼び込むことで高機能な大型ビル（ハード）に建て替え、より高付加価値なビジネス・企業（ソフト）を誘致することも狙っており、官民一体となって「県民所得の向上」「支店経済都市からの脱却」を目指す。2016年3月には「天神ビッグバンボーナス（天神BBB）」を創設。周辺ビルとの連続性や緑化など、デザイン性に優れたビル（2024年末までに竣工予定のもの）を対象に、更なる容積率緩和、ビルへのテナント優先紹介、都心周辺部駐車場の優先利用などのインセンティブを付与している。2020年8月、新型コロナウイルスの流行を受け、世界に先駆けた「感染症対応シティ」を目指すことを発表。感染症対策を実施するビル計画について、天神ビッグバンボーナスの適用期限を当初の2024年末竣工から2年延長。さらに複数街区にまたがる大規模再開発プロジェクトに限っては、2022年末までに概要を市に提出すれば2026年以降もボーナスが付与される。
福岡市は当初、2024年までの10年間に約30棟の建て替えを目標としていたが、2021年時点で目標を大きく上回る50棟あまりものビルが建て替え完了または進行中であり、九州一の繁華街「天神」の景観が一変することになる。2015年時点の試算によると、延床面積は約1.7倍の757,000㎡、雇用者数は約2.4倍の97,100人、建設投資効果は2,900億円、経済波及効果は8,500億円/年が見込まれている。
天神ビッグバンの規制緩和第1号である「天神ビジネスセンター」が2021年9月30日に竣工、10月4日に開業した。また、2025年6月には天神地区最高層となる「天神住友生命FJビジネスセンター」が竣工した。

## 沿革
2014年（平成26年）
- 5月 - 福岡市が国家戦略特区（創業特区）に指定される[3]。
- 11月 - 国家戦略特区の特例により、明治通り地区の高さ制限が、従来の67mから76mに緩和される。

2015年（平成27年）
- 2月 - 「天神ビッグバン」本格始動[4]。
- 10月 - 水上公園の再整備に着手[5]。

2016年（平成28年）
- 3月 - 天神ビッグバンボーナス（天神BBB）が創設され、デザイン性に優れたビルを対象に、容積率緩和などのインセンティブの付与を開始[6]。
- 6月 - 水上公園供用開始[7]。
- 8月 - 天神ビッグバンによる従業人口、ショッピング需要の増加に対応するため連節バス (Fukuoka BRT) を導入[8]。

2017年（平成29年）
- 1月 - 福岡地所が高さ制限緩和適用案件1号である天神ビジネスセンターの計画を発表[9]。
- 9月 - 明治通り地区の高さ制限がさらに緩和される。渡辺通りより西側は115m、東側は76m〜最大100mに緩和された[10]。

2018年（平成30年）
- 1月 - 天神ビジネスセンターが着工予定だったが、高さ制限がさらに緩和されたため再設計をすると発表し延期。
- 5月 - 天神ふれあい通り地下通路供用開始[11]。
- 8月 - 西日本鉄道は本社が入居する福岡ビルと隣接する天神コアの一体開発を発表[12]。
- 9月 - 旧大名小学校跡地活用事業の計画が発表され、超高級ホテル「ザ・リッツ・カールトン」の誘致が明らかになる[13]。
- 10月 - イオン九州と福岡地所が、建て替えが計画されているビルに入居している企業の一時的な移転先として、イオンショッパーズ福岡店の上層部をオフィスフロアにリニューアル[14]。
- 11月 - 天神ビジネスセンターの新たな概要を発表。高さが76m(地上16階)から89m(地上19階)に変更された[15]。

2019年（平成31年/令和元年）
- 1月 - 天神ビジネスセンター着工[16]。
- 1月 - ヒューリックがヒューリック福岡ビルの建て替えを発表[17]。
- 1月 - 三菱地所が天神イムズの建て替えを発表[18]。
- 3月 - 福岡ビル閉館。
- 7月 - 旧大名小学校跡地活用事業着工[19]。
- 10月 - 福岡市は福岡市役所北別館を翌年以降閉鎖し、民間企業による跡地活用を行うと発表[20]。
- 11月 - 西日本鉄道とイオンモールは、既に発表済みの福岡ビルと天神コアに加え、隣接する天神ビブレも一体的に建て替えると発表[21]。
- 11月 - 福岡地所がメディアモール天神ビルの建て替えを発表[22]。

2020年（令和2年）

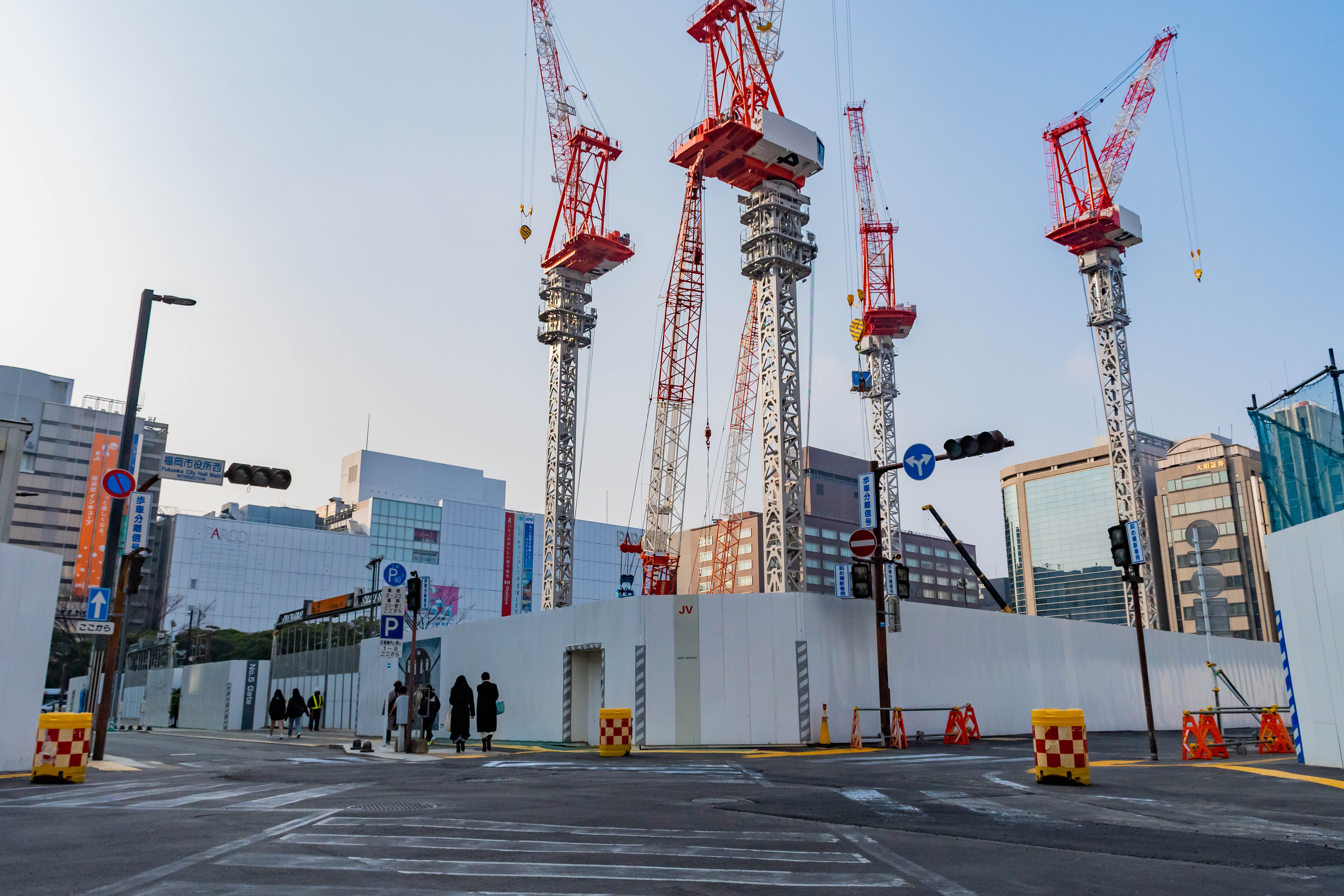
閉館した天神ビブレ跡地。福ビル街区建替プロジェクトが進行している。（2023年1月撮影）

- 1月 - 福岡地所と住友生命は、天神西通りビジネスセンターと住友生命福岡ビルを一体開発すると発表[23]。
- 1月 - 積水ハウスと日本生命は、それぞれが所有する福岡三栄ビルと日本生命福岡ビルの一体開発を発表[24]。
- 2月 - 天神ビブレ閉館。
- 3月 - 天神コア閉館。
- 8月 - 福岡市は、世界的大流行となっている新型コロナウイルスの影響を踏まえ、感染症対策に対応するビルを対象に竣工期限を2024年末から2026年末に2年間延長すると発表[25]。
- 8月 - 福岡三栄ビル、日本生命福岡ビル、メディアモール天神ビル閉館。
- 10月 - ヒューリック福岡ビル閉館。

2021年（令和3年）
- 3月 - 天神イムズや大丸がある天神一丁目地区の高さ制限が、従来の約76mから最大96mに緩和[26]。
- 6月 - 天神西通りビジネスセンター、住友生命福岡ビル閉館。
- 7月 - 福岡市が公募していた市役所北別館跡地活用事業の優先交渉権者に福岡地所を代表とするグループを選定[27]。
- 8月 - 天神イムズ閉館。
- 9月 - 天神ビジネスセンター竣工[28]。
- 10月 - ヒューリック福岡ビル建て替え計画の概要を発表[29]。
- 12月 - 日本生命と積水ハウスが天神一丁目北14番街区ビルの概要を発表[30]。
- 12月 - 福ビル街区建替プロジェクト着工[31]。

2022年（令和4年）
- 4月 - 福岡市役所北別館が閉館。

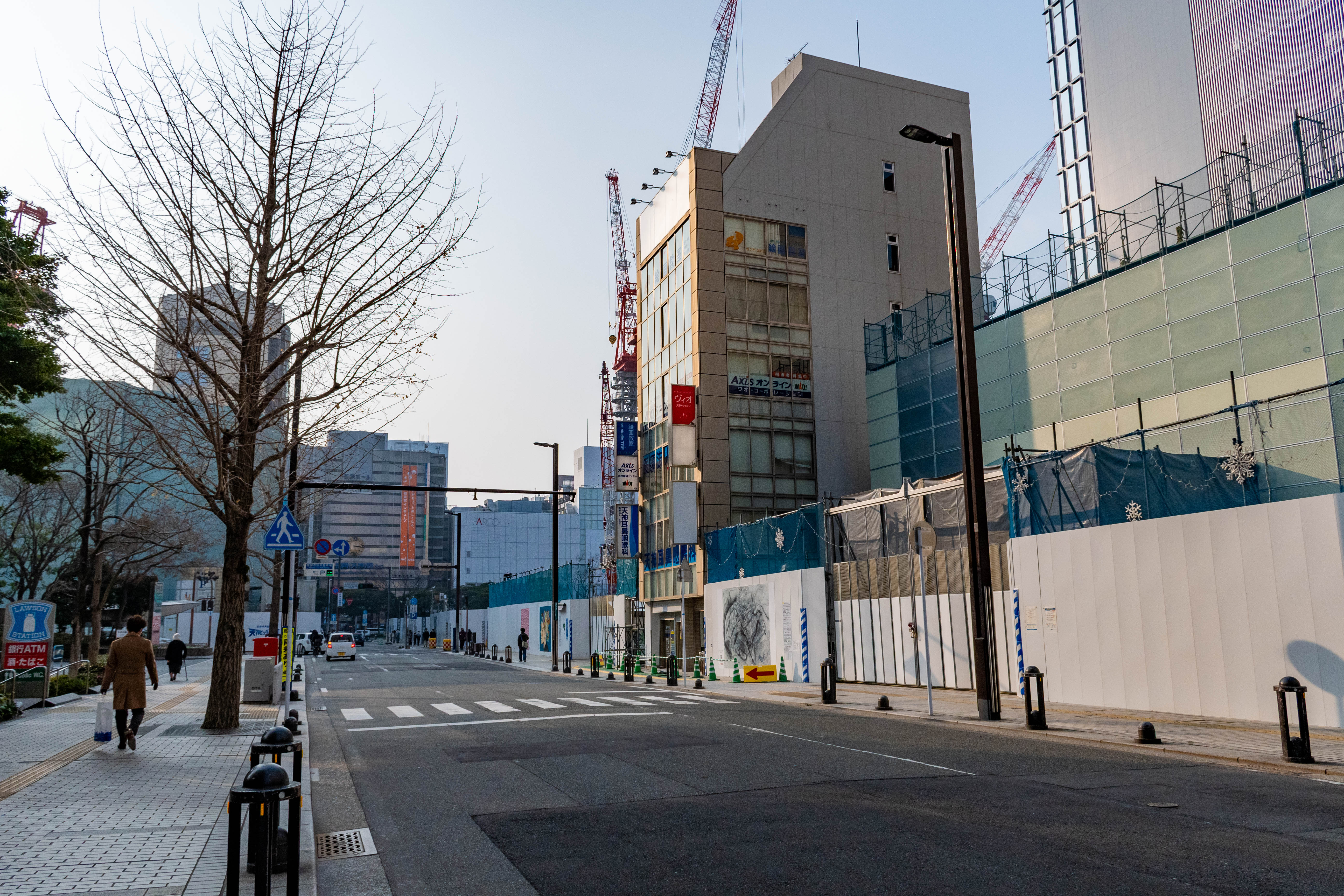
福岡市役所北別館跡地活用事業（2023年1月撮影）

- 4月 - リッツ・カールトンが入居する旧大名小学校跡地の施設の名称が「福岡大名ガーデンシティ」に決定[32]。
- 6月 - 住友生命福岡ビル・天神西通りビジネスセンター建替計画の概要が発表される[33]。
- 7月 - 天神一丁目北14番街区ビル着工。
- 8月 - 因幡町通り地下通路供用開始[34]。
- 8月 - 三菱地所がイムズ跡地に建設する「（仮称）天神1-7計画」の概要を発表[35]。
- 11月 - ヒューリック福岡ビル建替え計画着工。
- 11月 - パルコや西日本鉄道など5社が福岡パルコと西鉄福岡駅ビル、新天町商店街を連鎖的に再開発する計画を発表[36]。
- 12月 - 日本郵便とイオン九州は、福岡中央郵便局とイオンショッパーズ福岡店の段階的な建て替え計画を発表[37]。天神北エリアでは初の案件となる。
- 12月 - 福岡市役所北別館跡地活用事業において、別件として発表されていたMMTビルとの一体開発が決定[38]。
- 12月 - 水鏡天満宮を移設した上で周辺一帯を再開発する「天神一丁目15・16番街区」の計画概要が発表される[39]。
- 12月 - 福岡大名ガーデンシティ竣工。翌月より順次供用開始。

2023年（令和5年）
- 1月 - 「(仮称)住友生命福岡ビル・西通りビジネスセンター建替計画」着工。
- 3月 - 福岡市は、福岡パルコと新天町商店街の再開発に合わせ、メルヘン通りの地下に新たな地下通路を整備すると発表[40]。
- 10月 - 「天神ビジネスセンター2期計画」(MMTビル跡地)着工。

2024年（令和6年）
- 5月 - イムズ跡地「天神1-7計画」着工[41]。
- 12月 - ONE FUKUOKA BLDG.および、ヒューリックスクエア福岡天神竣工[42]。

2025年（令和7年）
- 1月 - ヒューリックスクエア福岡天神開業。
- 4月 - 天神ブリッククロス竣工[43]。
- 4月 - ONE FUKUOKA BLDG.開業。
- 6月 - 天神住友生命FJビジネスセンター竣工[44]。

## 主なプロジェクト

### 建て替え事業
明治通り沿道
- 天神一丁目南ブロック
  - 天神ビジネスセンター
  - ONE FUKUOKA BLDG.
  - 天神ビジネスセンター2期計画
- 天神一丁目北ブロック
  - 天神ブリッククロス
  - 水鏡天満宮&毎日福岡会館周辺
- 天神二丁目南ブロック
  - ヒューリックスクエア福岡天神
  - 天神住友生命FJビジネスセンター
  - 福岡パルコ建て替え計画
  - 新天町再開発

渡辺通り沿道
- 天神一丁目地区 北エリア
  - 天神MMビル（イムズ）
- イオンショッパーズ福岡店

昭和通り沿道
- 福岡中央郵便局

大名エリア
- 福岡大名ガーデンシティ

| 名称                                                | 外観                               | 高さ    | 階数             | 延床面積  | 竣工年月           | 事業者                                                             | 建て替え以前                                               |
| --------------------------------------------------- | ---------------------------------- | ------- | ---------------- | --------- | ------------------ | ------------------------------------------------------------------ | ---------------------------------------------------------- |
| 天神ビジネスセンター                                |                                    | 89.53m  | 地上19階 地下2階 | 61,100m2  | 2021年9月          | 福岡地所                                                           | 西日本ビル                                                 |
| 天神ビジネスセンター                                | 福岡日興ビル                       | 89.53m  | 地上19階 地下2階 | 61,100m2  | 2021年9月          | 福岡地所                                                           |                                                            |
| 天神ビジネスセンター                                | 天神セントラルプレイス             | 89.53m  | 地上19階 地下2階 | 61,100m2  | 2021年9月          | 福岡地所                                                           |                                                            |
| 天神ビジネスセンター                                | 因幡ビル                           | 89.53m  | 地上19階 地下2階 | 61,100m2  | 2021年9月          | 福岡地所                                                           |                                                            |
| 天神ビジネスセンター                                | 福神ビル                           | 89.53m  | 地上19階 地下2階 | 61,100m2  | 2021年9月          | 福岡地所                                                           |                                                            |
| 福岡大名ガーデンシティ (ザ・リッツ・カールトン福岡) |                                    | 110.88m | 地上25階 地下1階 | 91,423m2  | 2022年12月         | 積水ハウス 西日本鉄道 西部ガス 西日本新聞社 福岡商事               | 福岡市立大名小学校                                         |
| 福岡大名ガーデンシティ (ザ・リッツ・カールトン福岡) | 福岡市立青年センター               | 110.88m | 地上25階 地下1階 | 91,423m2  | 2022年12月         | 積水ハウス 西日本鉄道 西部ガス 西日本新聞社 福岡商事               |                                                            |
| 福岡大名ガーデンシティ (ザ・リッツ・カールトン福岡) | 福岡市中央消防署大名出張所         | 110.88m | 地上25階 地下1階 | 91,423m2  | 2022年12月         | 積水ハウス 西日本鉄道 西部ガス 西日本新聞社 福岡商事               |                                                            |
| ヒューリックスクエア福岡天神                        |                                    | 91.57m  | 地上19階 地下3階 | 20,683m2  | 2024年12月         | ヒューリック                                                       | ヒューリック福岡ビル                                       |
| ONE FUKUOKA BLDG.                                   |                                    | 97m     | 地上19階 地下4階 | 147,000m2 | 2024年12月         | 西日本鉄道 イオンモール                                            | 福岡ビル                                                   |
| ONE FUKUOKA BLDG.                                   | 天神コアビル                       | 97m     | 地上19階 地下4階 | 147,000m2 | 2024年12月         | 西日本鉄道 イオンモール                                            |                                                            |
| ONE FUKUOKA BLDG.                                   | 天神第一名店ビル（天神ビブレ）     | 97m     | 地上19階 地下4階 | 147,000m2 | 2024年12月         | 西日本鉄道 イオンモール                                            |                                                            |
| 天神ブリッククロス                                  |                                    | 86.04m  | 地上18階 地下2階 | 37,048m2  | 2025年4月          | 日本生命 積水ハウス                                                | 福岡三栄ビル                                               |
| 天神ブリッククロス                                  | 日本生命福岡ビル                   | 86.04m  | 地上18階 地下2階 | 37,048m2  | 2025年4月          | 日本生命 積水ハウス                                                |                                                            |
| 天神ブリッククロス                                  | 吉良ビル                           | 86.04m  | 地上18階 地下2階 | 37,048m2  | 2025年4月          | 日本生命 積水ハウス                                                |                                                            |
| 天神住友生命FJビジネスセンター                      |                                    | 112.96m | 地上24階 地下2階 | 41,961m2  | 2025年6月          | 福岡地所 住友生命                                                  | 天神西通りビジネスセンター（福岡天神第一生命ビルディング） |
| 天神住友生命FJビジネスセンター                      | 住友生命福岡ビル                   | 112.96m | 地上24階 地下2階 | 41,961m2  | 2025年6月          | 福岡地所 住友生命                                                  |                                                            |
| (仮称)天神ビジネスセンター2期計画                   |                                    | 88.2m   | 地上18階 地下2階 | 63,206m2  | 2026年6月(予定)    | 福岡地所 九州電力 九電工 前田建設工業 俊設計 旭工務店 サン・ライフ | 福岡市役所北別館                                           |
| (仮称)天神ビジネスセンター2期計画                   | メディアモール天神ビル             | 88.2m   | 地上18階 地下2階 | 63,206m2  | 2026年6月(予定)    | 福岡地所 九州電力 九電工 前田建設工業 俊設計 旭工務店 サン・ライフ |                                                            |
| (仮称)天神ビジネスセンター2期計画                   | 第2明星ビル                        | 88.2m   | 地上18階 地下2階 | 63,206m2  | 2026年6月(予定)    | 福岡地所 九州電力 九電工 前田建設工業 俊設計 旭工務店 サン・ライフ |                                                            |
| (仮称)天神1-7計画                                   |                                    | 91m     | 地上20階 地下4階 | 73,960m2  | 2026年12月(予定)   | 三菱地所                                                           | 天神MMビル（天神イムズ）                                   |
| (仮称)駅前東西街区 東街区ビル                       |                                    | 未定    | 未定             | 138,000m2 | 2030年度(予定)     | パルコ 西日本鉄道 三井住友銀行 新天町商店街公社 新天町商業協同組合 | 福岡パルコ本館                                             |
| (仮称)駅前東西街区 東街区ビル                       | 福岡パルコ新館                     | 未定    | 未定             | 138,000m2 | 2030年度(予定)     | パルコ 西日本鉄道 三井住友銀行 新天町商店街公社 新天町商業協同組合 |                                                            |
| (仮称)駅前東西街区 東街区ビル                       | 西鉄福岡駅ビル（パルコ本館増床部） | 未定    | 未定             | 138,000m2 | 2030年度(予定)     | パルコ 西日本鉄道 三井住友銀行 新天町商店街公社 新天町商業協同組合 |                                                            |
| (仮称)駅前東西街区 東街区ビル                       | 新天町ビル                         | 未定    | 未定             | 138,000m2 | 2030年度(予定)     | パルコ 西日本鉄道 三井住友銀行 新天町商店街公社 新天町商業協同組合 |                                                            |
| (仮称)駅前東西街区 西街区ビル                       |                                    | 未定    | 未定             | 88,000m2  | 2030年度(予定)     | パルコ 西日本鉄道 三井住友銀行 新天町商店街公社 新天町商業協同組合 | 新天町商店街                                               |
| (仮称)中央郵便局建替計画                            |                                    | 未定    | 未定             | 未定      | 2030年頃(予定)     | 日本郵便                                                           | 福岡中央郵便局                                             |
| (仮称)ショッパーズ建替計画                          |                                    | 未定    | 未定             | 未定      | 2030年代中頃(予定) | イオン九州                                                         | イオンショッパーズ福岡                                     |
| (仮称)天神1丁目15番街区ビル                         |                                    | 未定    | 未定             | 119,000m2 | 2030年以降(予定)   | 西日本鉄道 日鉄興和不動産                                          | 水鏡天満宮（移設）                                         |
| (仮称)天神1丁目15番街区ビル                         | 綾杉立体駐車場                     | 未定    | 未定             | 119,000m2 | 2030年以降(予定)   | 西日本鉄道 日鉄興和不動産                                          |                                                            |
| (仮称)天神1丁目15番街区ビル                         | 昭和通り橋口ビル                   | 未定    | 未定             | 119,000m2 | 2030年以降(予定)   | 西日本鉄道 日鉄興和不動産                                          |                                                            |
| (仮称)天神1丁目15番街区ビル                         | 天神MTビル                         | 未定    | 未定             | 119,000m2 | 2030年以降(予定)   | 西日本鉄道 日鉄興和不動産                                          |                                                            |
| (仮称)天神1丁目15番街区ビル                         | レンゴー福岡天神ビル               | 未定    | 未定             | 119,000m2 | 2030年以降(予定)   | 西日本鉄道 日鉄興和不動産                                          |                                                            |
| (仮称)天神1丁目15番街区ビル                         | 天神KJ-1ビル                       | 未定    | 未定             | 119,000m2 | 2030年以降(予定)   | 西日本鉄道 日鉄興和不動産                                          |                                                            |
| (仮称)天神1丁目15番街区ビル                         | 日之出ビル                         | 未定    | 未定             | 119,000m2 | 2030年以降(予定)   | 西日本鉄道 日鉄興和不動産                                          |                                                            |
| (仮称)天神1丁目15番街区ビル                         | 第6明星ビル                        | 未定    | 未定             | 119,000m2 | 2030年以降(予定)   | 西日本鉄道 日鉄興和不動産                                          |                                                            |
| (仮称)天神1丁目15番街区ビル                         | 天神明治通りビル                   | 未定    | 未定             | 119,000m2 | 2030年以降(予定)   | 西日本鉄道 日鉄興和不動産                                          |                                                            |
| (仮称)天神1丁目15番街区ビル                         | 綾杉ビル                           | 未定    | 未定             | 119,000m2 | 2030年以降(予定)   | 西日本鉄道 日鉄興和不動産                                          |                                                            |
| (仮称)天神1丁目15番街区ビル                         | 高木ビル                           | 未定    | 未定             | 119,000m2 | 2030年以降(予定)   | 西日本鉄道 日鉄興和不動産                                          |                                                            |

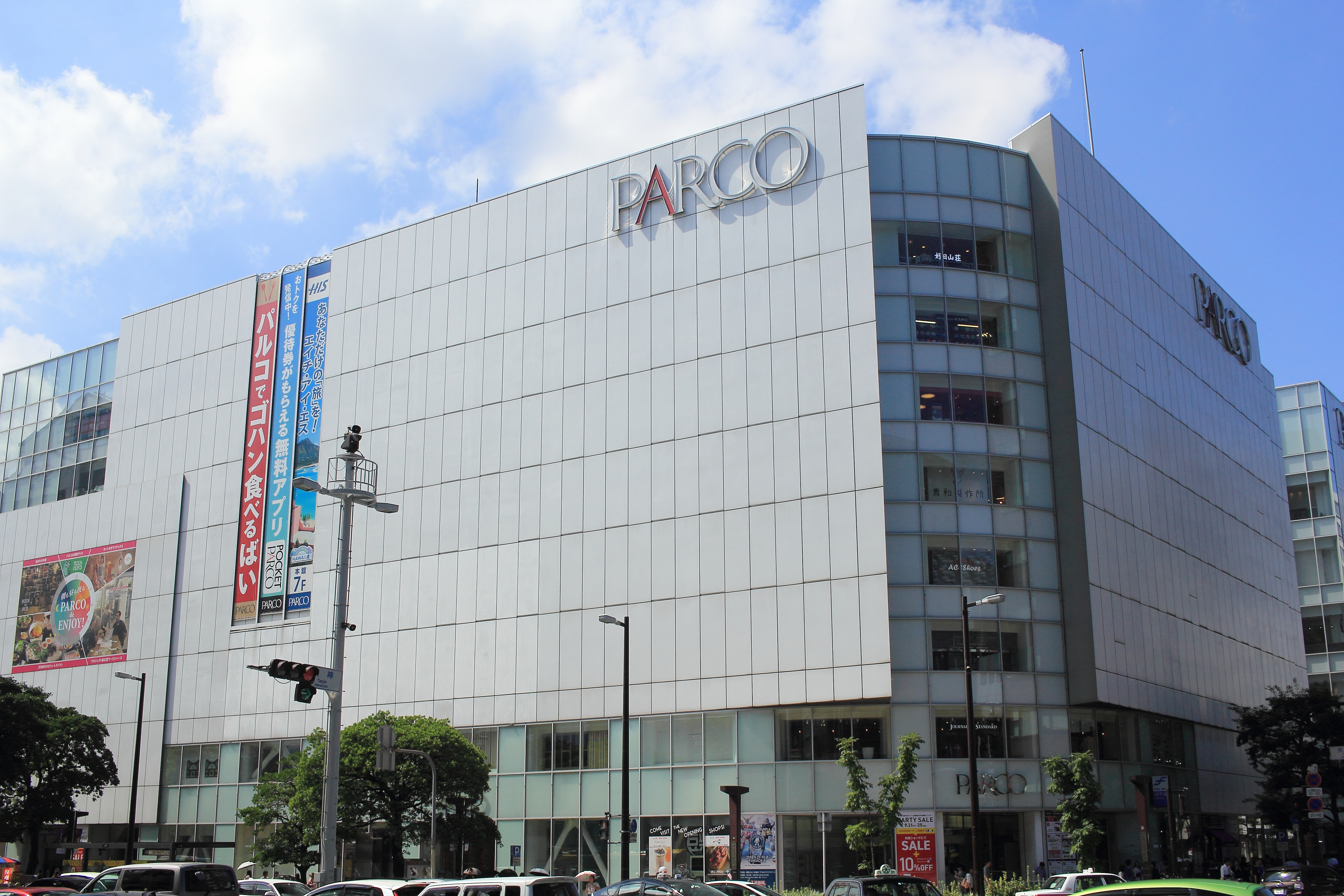
福岡パルコ
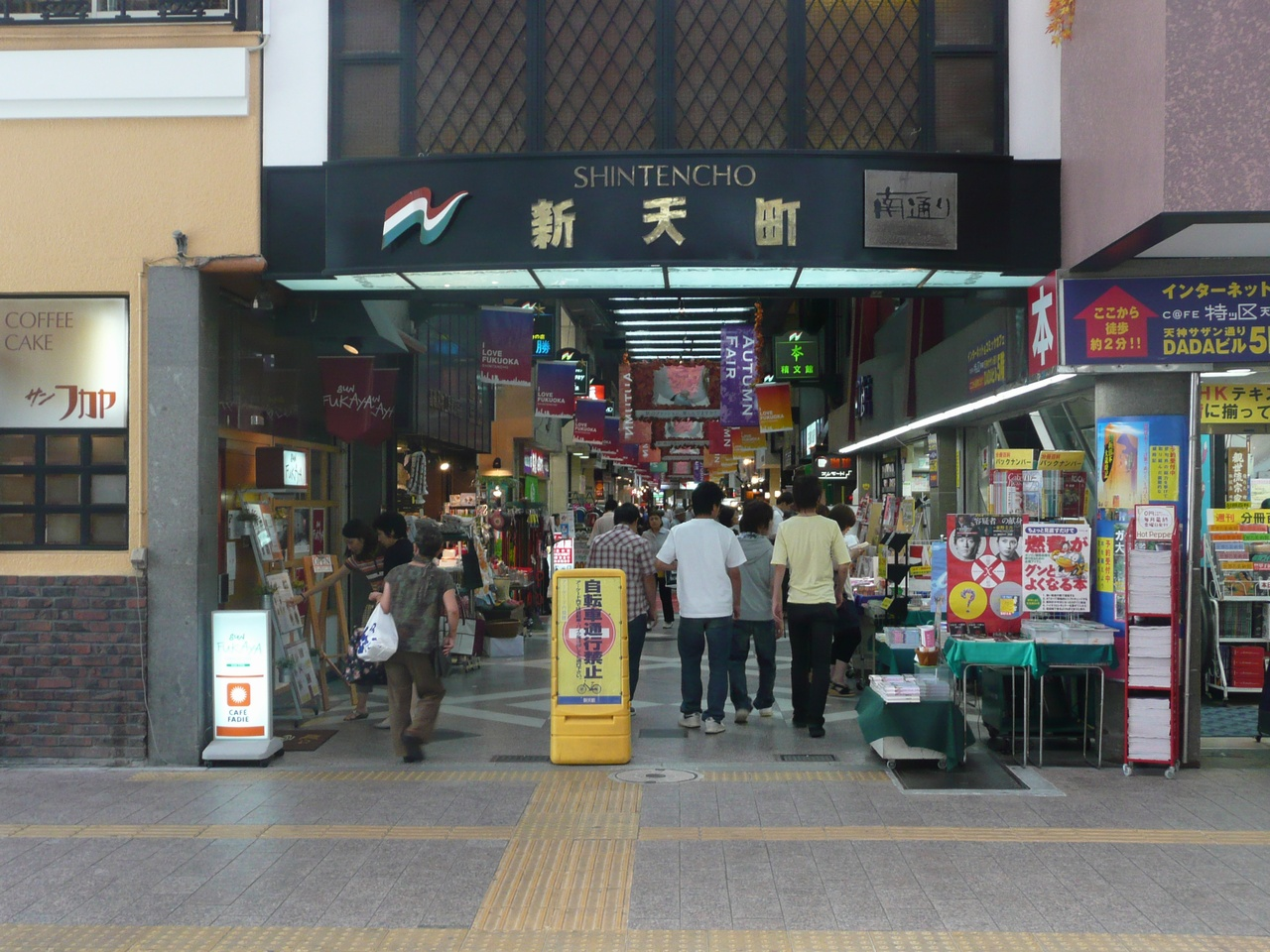
新天町商店街
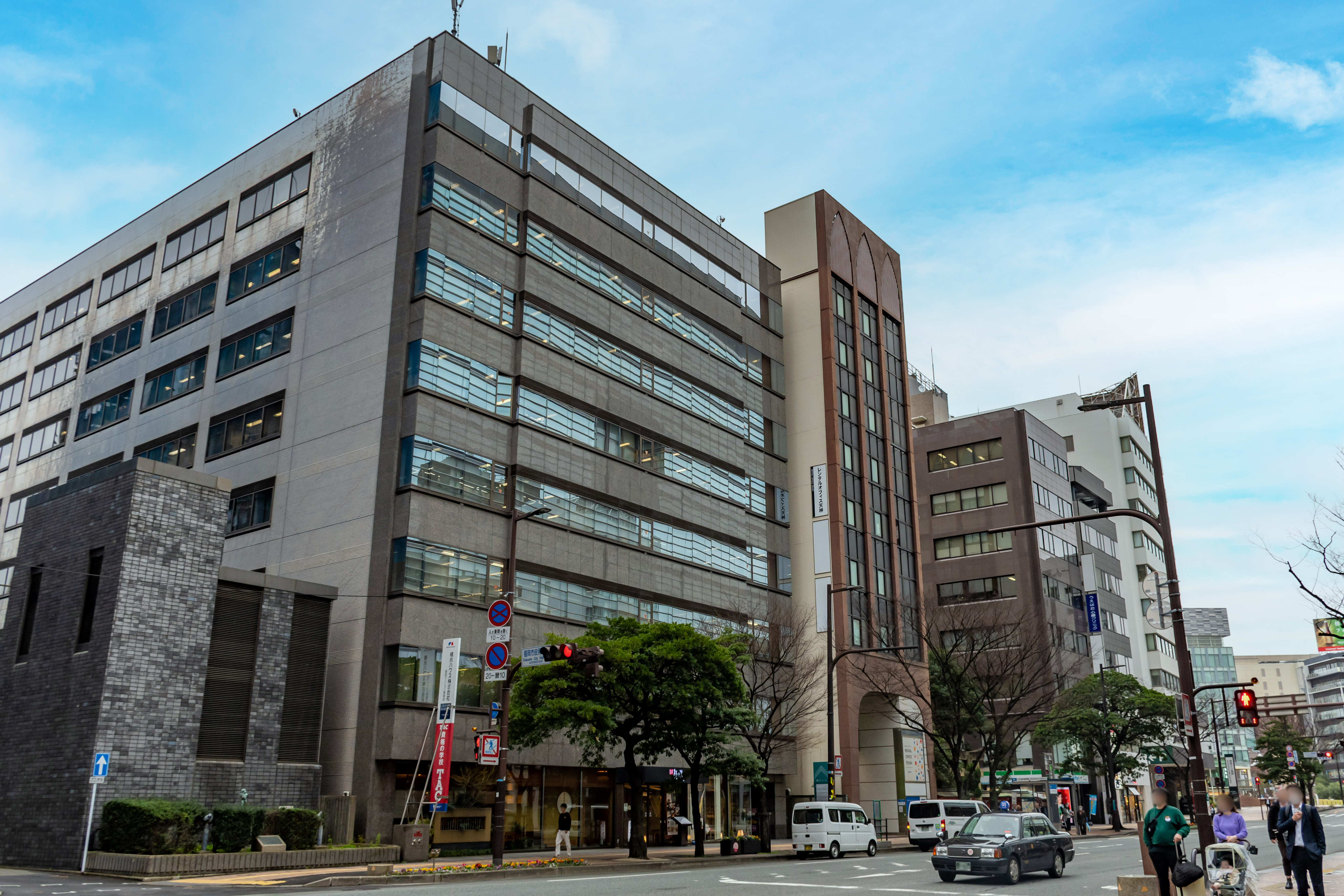
天神1丁目15番街区（綾杉ビル、天神明治通りビルなど）

### 整備事業

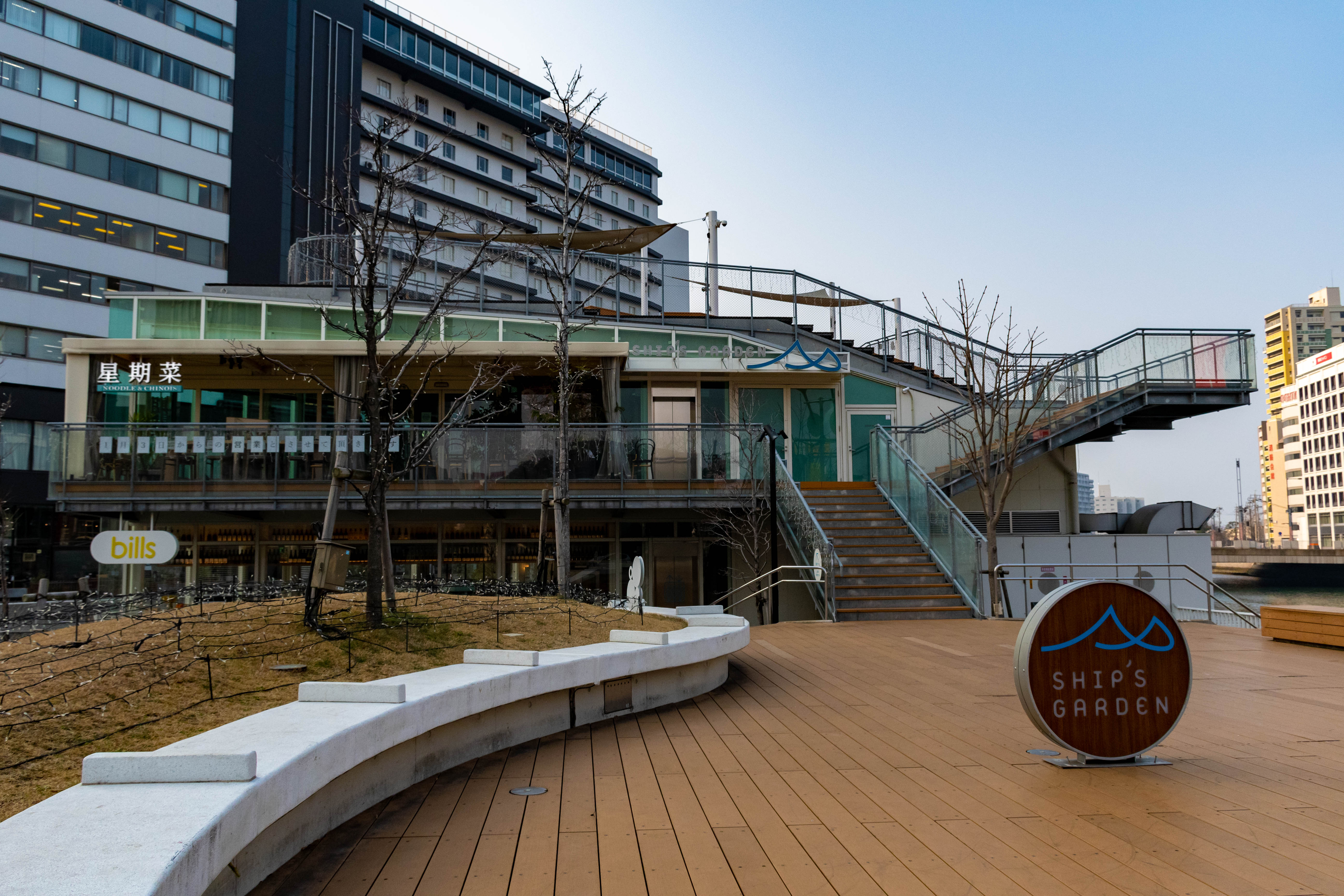
水上公園「SHIP'S GARDEN」
- FUKUOKA growth next
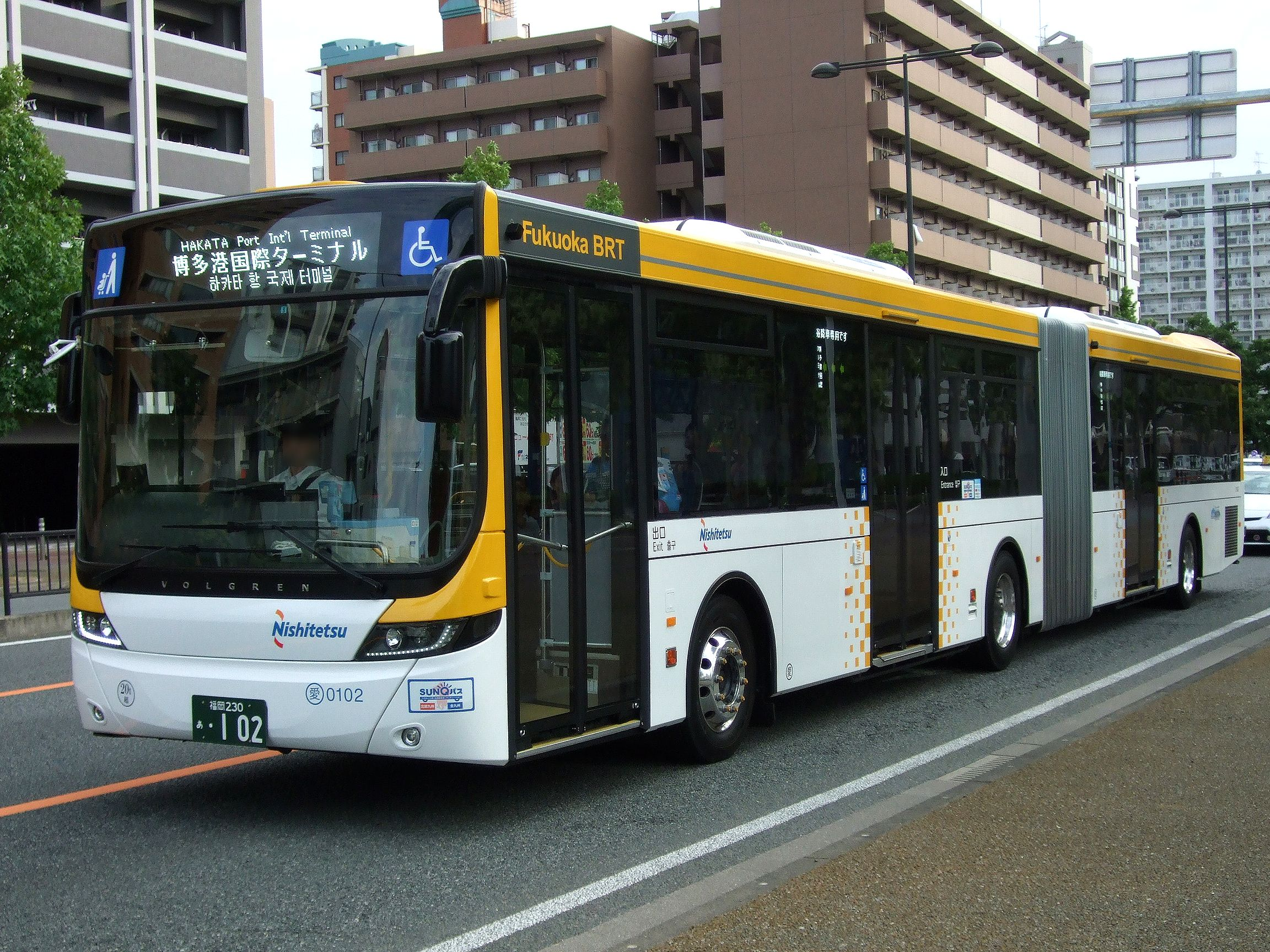
Fukuoka BRT
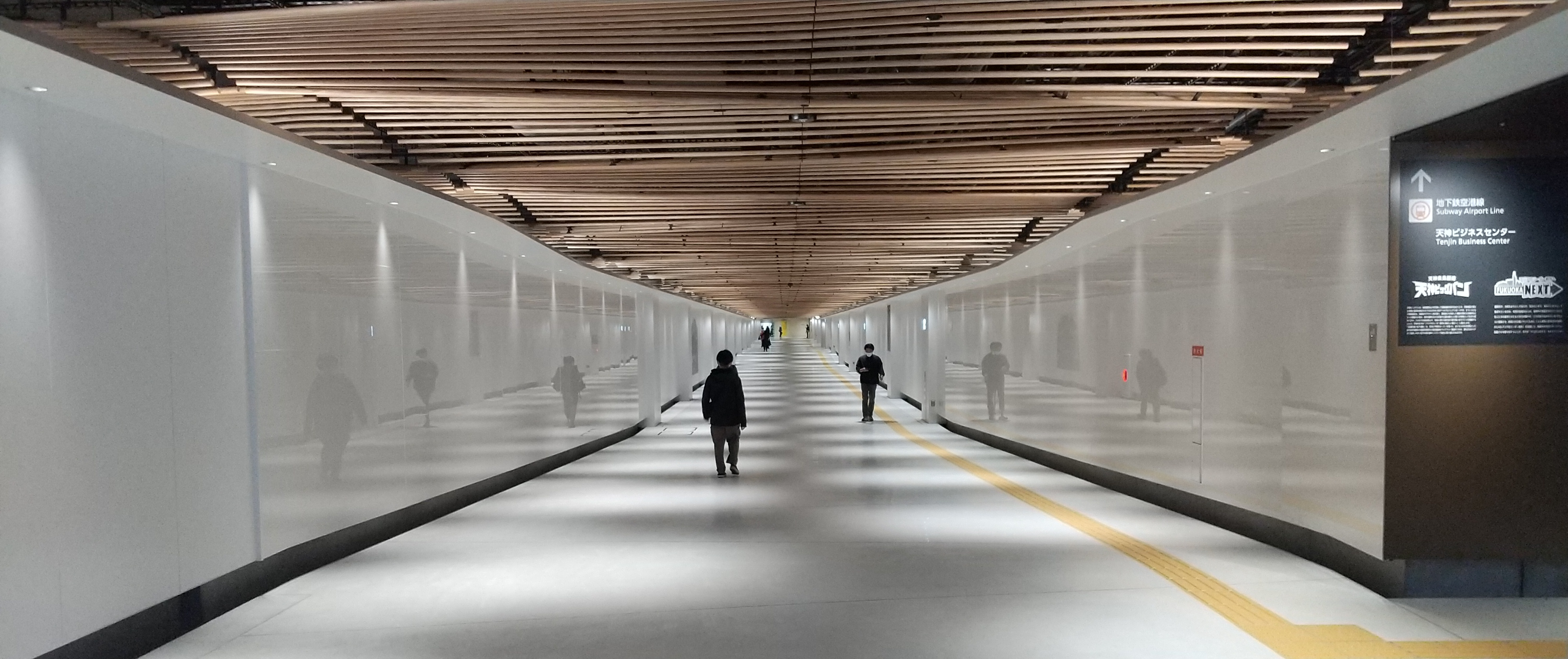
天神ふれあい通り地下通路
- 天神通線（市役所通り）延伸
- 因幡町通り地下通路
- メルヘン通り地下通路

- 水上公園「SHIP'S GARDEN」
- Fukuoka BRT
- 因幡町通り地下通路

### その他、再開発に関する動き
- 2018年2月1日、九州電力は本社内に都市開発担当部署を新設し、大型都市開発プロジェクトに参入すると発表した。「天神ビル」（1960年築）の建て替えや、複数の再開発事業について地元企業と連携して参加を検討するとしている[45]。しかし、2022年5月25日付の毎日新聞によると、天神ビルは地下に変電施設があるため工事が難しく、また定期的に建物はメンテナンスされていることから「決まった計画はない」「まだまだ使える」とする九電関係者らの声を載せている[46]
- 2018年7月3日、福岡スタンダード石油が「ミーナ天神」「ノース天神」「E&Yビル」の3棟を不動産管理のダイショウから約260億円で取得したと発表。将来的な再開発を検討していると報じられていた[47][48]。しかし、2022年2月10日付の西日本新聞によると、当初は天神ビッグバンによる高さ制限の緩和を見据え、建て替えを含めた再開発も視野に入れていたが、採算面から大規模改修の方向に転換したとみられると報じた。その後、「ミーナ天神」と「ノース天神」は2022年8月末に一時閉館し、翌2023年4月28日に2つを統合した巨大な「ミーナ天神」として再オープンした[49]。
- 2020年9月15日に判明した、イムズ周辺の地区計画と地区整備計画によると、「天神ツインビル」が建て替えられる際には現在の同ビル北側に約300平方メートルの広場を整備するとした。また、天神地下街と同じ階層に複数の広場や地下通路が整備される予定だが、現時点で再開発の発表はない[50]。
- 2021年1月19日にYouTubeで公開された「天神ビジネスセンター」のプロモーション動画によると、天神1丁目北ブロックの「福岡興銀ビル」が2025年以降の再開発候補地として記されている[51]。また、隣接する「つくしビル」においても、入居していたライブハウス・ハートビートが、天神ビッグバンによりビルが取り壊しの対象になったと明言し、2017年12月31日に閉店している[52]。

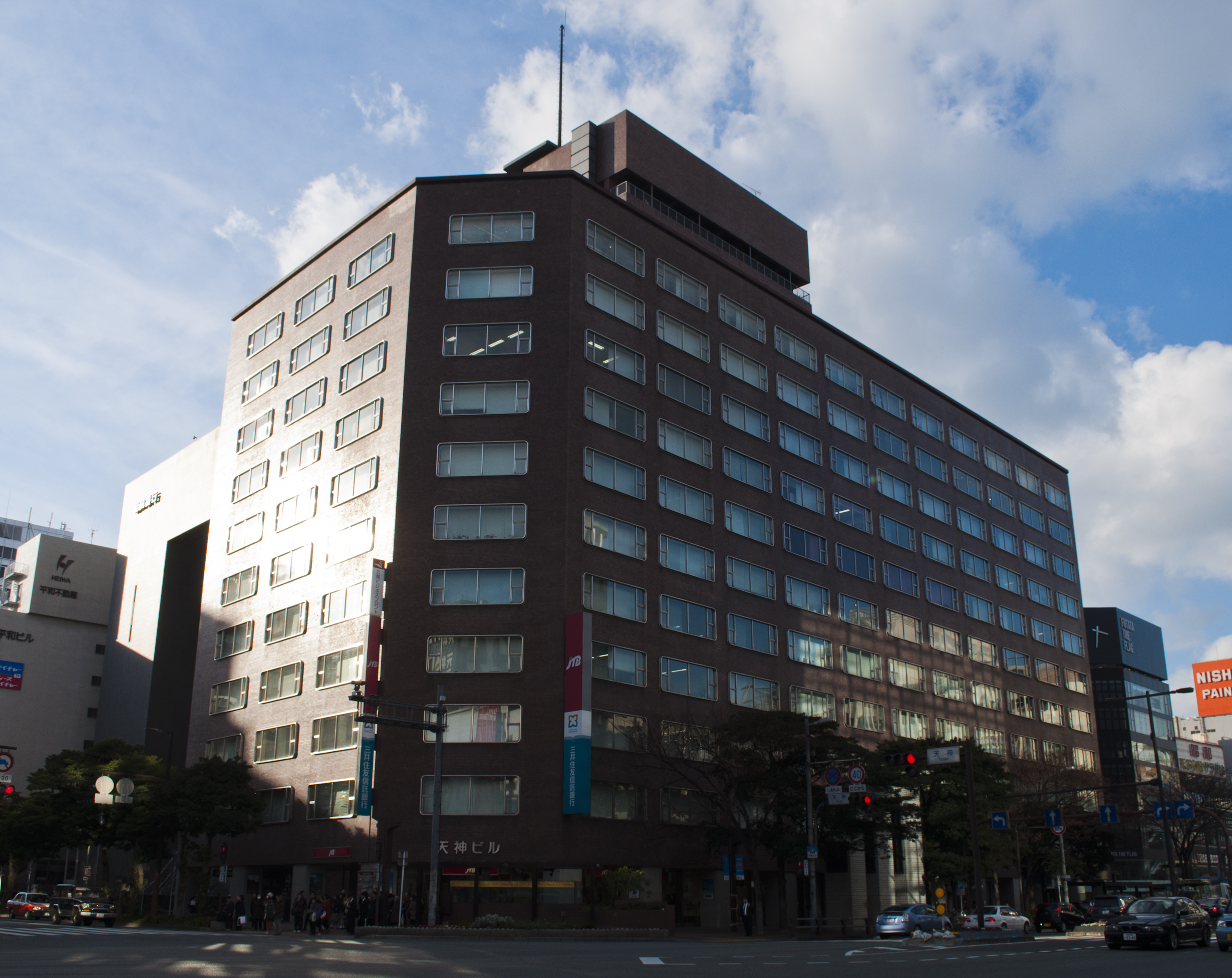
天神ビル
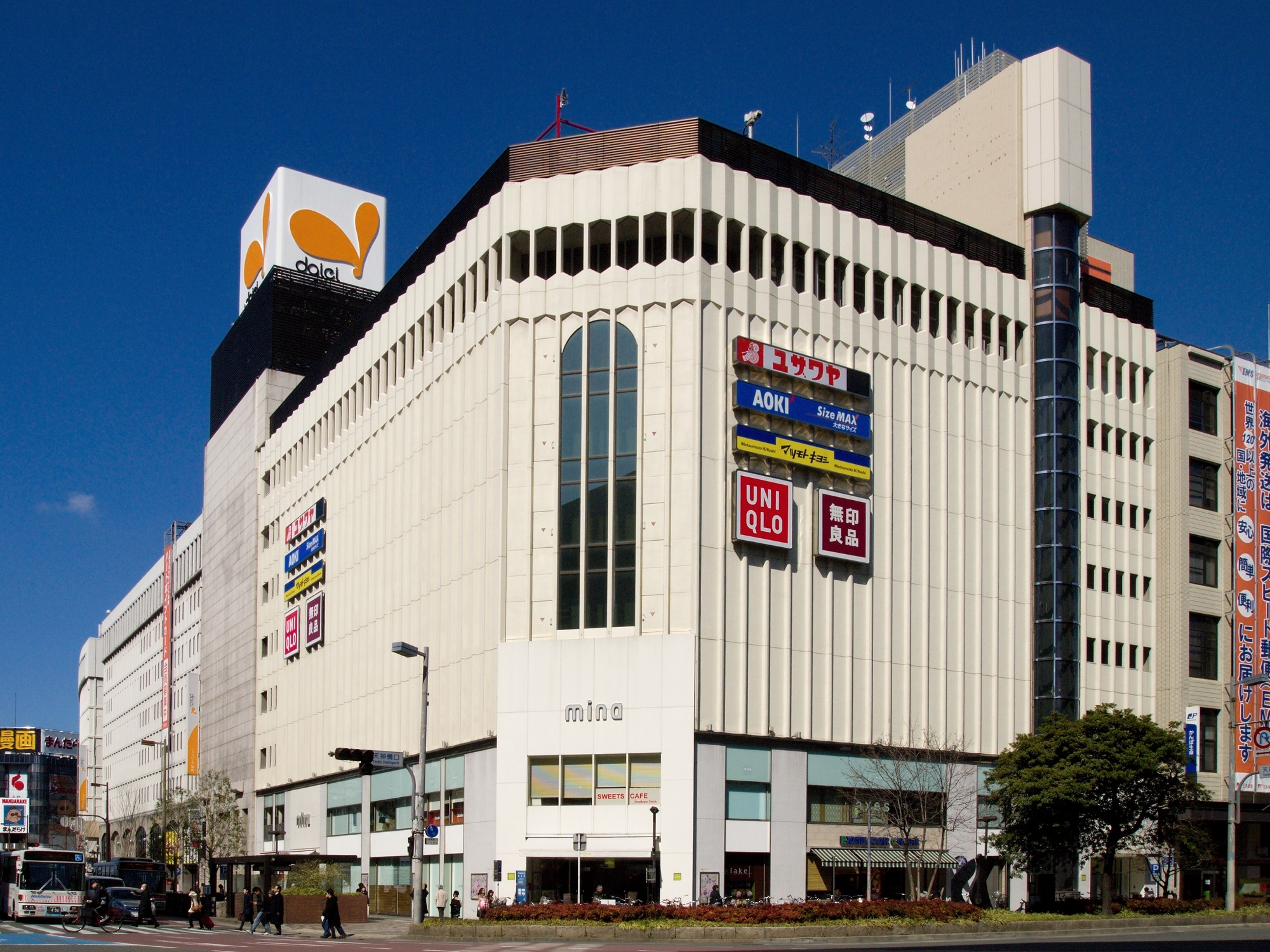
ミーナ天神
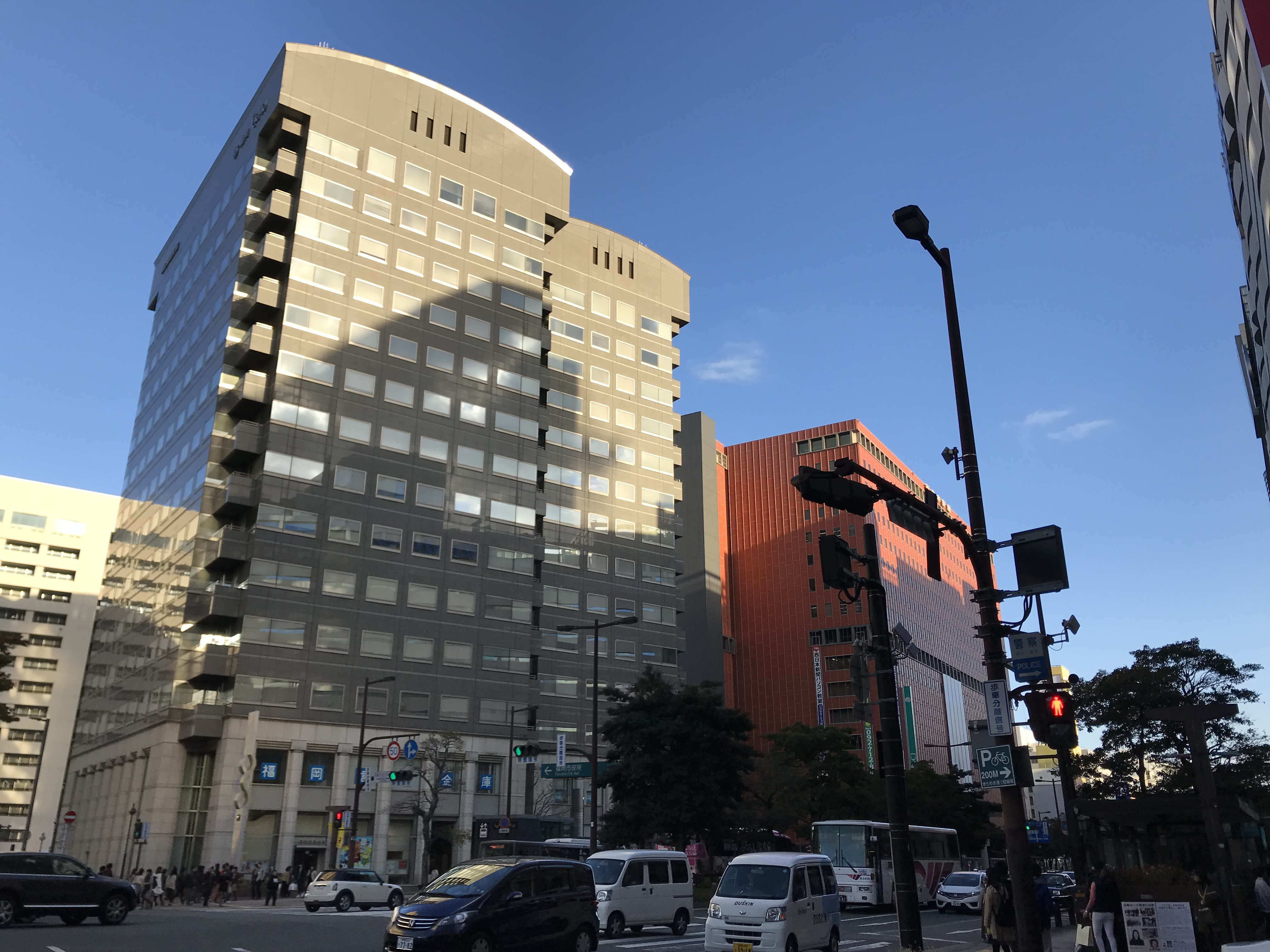
天神ツインビル
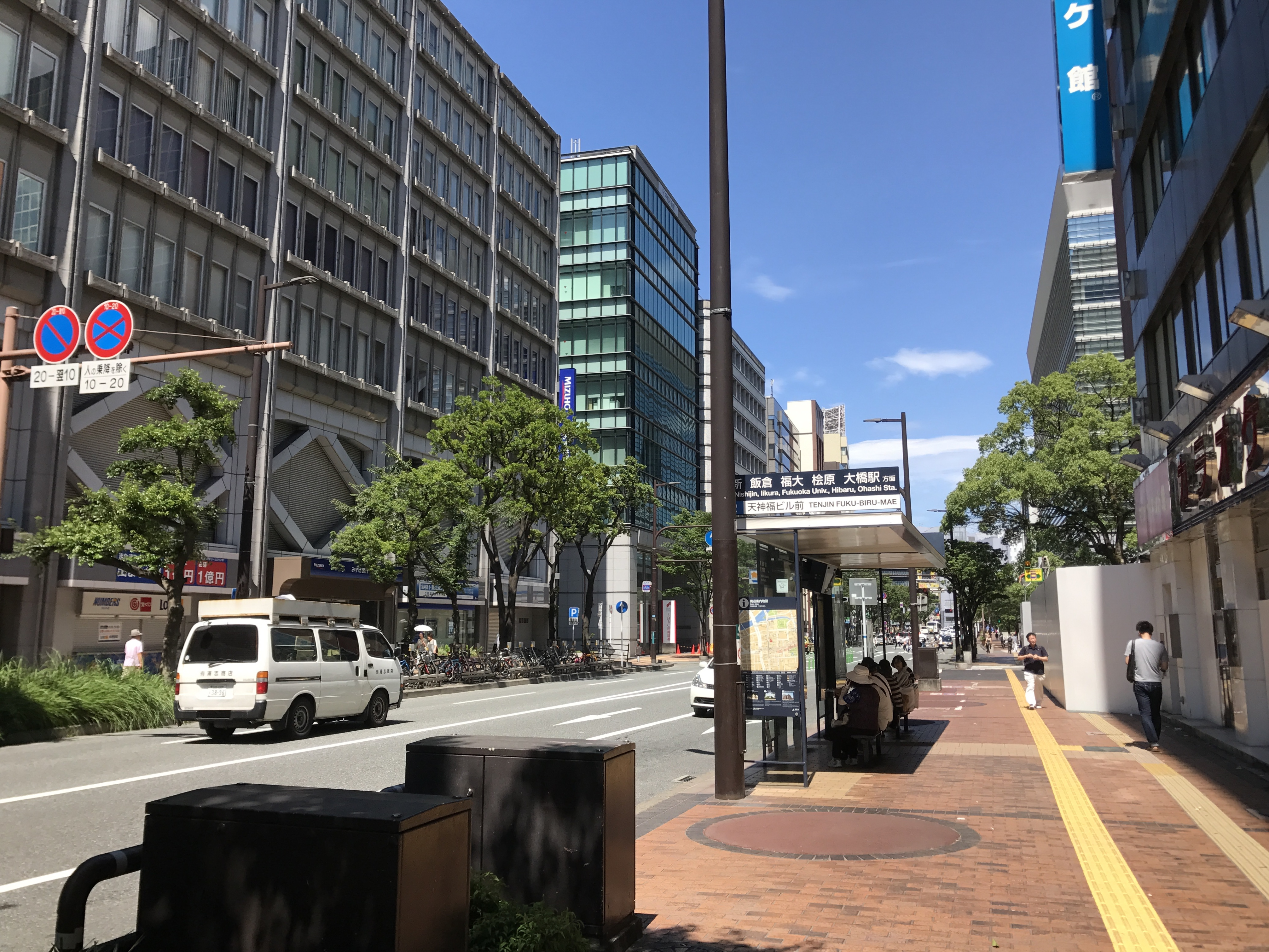
福岡興銀ビル(画像左)

## グリーンビル促進事業
2025年4月、福岡市は花や緑あふれる魅力的なまちを目指し、民有地での"見せる"みどりづくりを後押しする「グリーンビル促進事業」を開始。これは2023年に始動した「都心の森1万本プロジェクト」の一環で、都心部において緑化や環境に配慮したビル計画（2034年度末までに竣工予定のもの）に対して容積率緩和のインセンティブ（グリーンボーナス）を付与し建て替えや緑化を促す。対象エリアは天神交差点及び、博多駅から半径約500メートル圏内で「天神ビッグバン」、「博多コネクティッド」の事実上の後継事業。

### 沿革
- 2025年4月 - 「グリーンビル促進事業」始動[53]。
- 2025年7月 - 野村不動産と竹中工務店は、グリーンボーナス認定第1号となる「福岡天神センタービル」の建て替え計画を発表[55]。

### 主なプロジェクト
| 名称                           | 外観                | 高さ    | 階数             | 延床面積 | 竣工年月       | 事業者                | 建て替え以前         |
| ------------------------------ | ------------------- | ------- | ---------------- | -------- | -------------- | --------------------- | -------------------- |
| (仮称)福岡天神センタービル建替 |                     | 105.97m | 地上21階 地下3階 | 69,000m2 | 2028年度(予定) | 野村不動産 竹中工務店 | 福岡天神センタービル |
| (仮称)福岡天神センタービル建替 | 野村不動産天神ビル  | 105.97m | 地上21階 地下3階 | 69,000m2 | 2028年度(予定) | 野村不動産 竹中工務店 |                      |
| (仮称)福岡天神センタービル建替 | 野村不動産天神ビルⅡ | 105.97m | 地上21階 地下3階 | 69,000m2 | 2028年度(予定) | 野村不動産 竹中工務店 |                      |
| (仮称)福岡天神センタービル建替 | 伊藤ビル            | 105.97m | 地上21階 地下3階 | 69,000m2 | 2028年度(予定) | 野村不動産 竹中工務店 |                      |
| (仮称)福岡天神センタービル建替 | 安藤ビル            | 105.97m | 地上21階 地下3階 | 69,000m2 | 2028年度(予定) | 野村不動産 竹中工務店 |                      |